# Der Fall Charles Dexter Ward

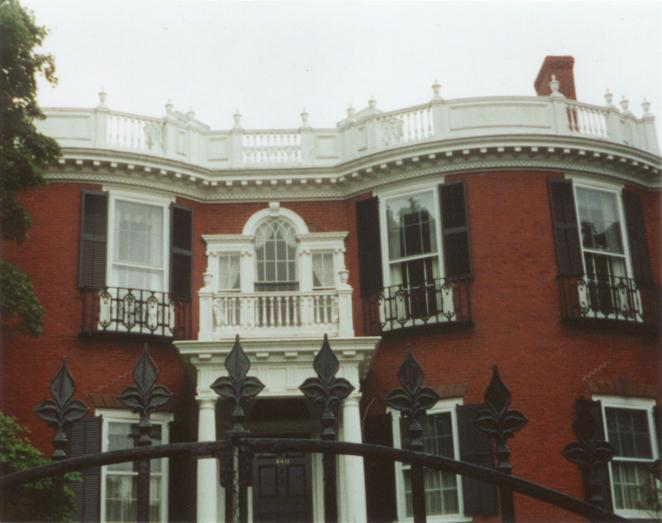
Das Halsey-Anwesen in der 140 Prospect Street, erbaut 1801 von Colonel Thomas Lloyd Halsey. Dieses Haus ist das Haus der Wards in der Geschichte.

Der Fall Charles Dexter Ward (Originaltitel The Madness Out of Time und als The Case of Charles Dexter Ward veröffentlicht) ist ein Horror-Roman von H. P. Lovecraft. Er wurde 1927 geschrieben und erst nach seinem Tod 1941 in dem Magazin Weird Tales publiziert. Diese Geschichte ist eines von Lovecrafts ersten Werken, die in seiner Heimatstadt Providence spielen.

## Inhalt
Der Hauptcharakter Charles Dexter Ward ist ein junger Mann aus einer bekannten Familie aus Providence, der im Jahre 1928 nach einer langen Phase der geistigen Verwirrung und mysteriöser physischer Veränderungen aus einer Heilanstalt verschwindet.
Lovecraft erweist sich in dieser Geschichte wie seine Hauptperson als Kenner und Liebhaber der kolonialen Geschichte seiner Heimatstadt. Im einleitenden Kapitel rekonstruiert er ihr damaliges Aussehen in der Beschreibung der Spaziergänge des jungen Ward entlang der Anfang des 20. Jahrhunderts noch auffindbaren architektonischen Zeugnisse jener Epoche. In der Handlung nimmt allmählich der Lebenslauf eines gewissen Joseph Curwen Gestalt an, den Ward, von Jugend auf mit historischer Forschung beschäftigt, als einen seiner Vorfahren identifiziert. Im Jahre 1692 (dem Jahr der Hexenprozesse von Salem) flieht Curwen aus Salem nach Providence und siedelt sich hier an. Den Überlieferungen nach lebte er als reicher Handelsmann, der sich ein führendes Monopol für Importwaren in Providence schuf, bei vielen seiner Zeitgenossen jedoch gefürchtet und verhasst war. Sein finsterer Ruf resultierte aus seinem seltsamen Verhalten, sich nachts auf den Friedhöfen der Stadt herumzutreiben und der Alchemie auf einem weit von der Stadt abgelegenen Farmhaus nachzugehen. Schreie und dämonische Beschwörungen auf seinem abgelegenen Anwesen, sowie seine Eigenschaft, selbst nach Jahrzehnten nicht gealtert zu sein, lassen Curwen nach und nach den Ruf eines dunklen Hexenmeisters, der von seinen Mitmenschen gemieden wird, erlangen. Schließlich kommt Curwen bei einem Anschlag, zu dem sich einige der führenden Köpfe seiner Stadt gegen ihn verschworen haben, ums Leben. Sein Andenken wird in der Folgezeit bewusst verleugnet, die Inschrift seines Grabsteins getilgt, um jede Erinnerung an ihn auszulöschen.
Nachdem er entdeckt hat, dass Curwen sein Vorfahr ist, entwickelt Charles einen besessenen Eifer, mehr über ihn herauszufinden, was auch zu okkulten und alchimistischen Studien führt, die er in Handschriften Curwens entdeckt und dann selbst betreibt. Seine hilflosen Eltern müssen ertragen, dass er hinter den verschlossenen Türen seines Arbeitszimmers während seiner geheimen Experimente immer wieder auch Beschwörungsformeln intoniert. Ein von ihm entdecktes zeitgenössisches Porträt Curwens zeigt, dass Ward seinem verrufenen Vorfahren verblüffend ähnlich sieht. Lange forscht er auf den alten Friedhöfen von Providence nach dessen verschollenem Grab.
Die dann folgenden Ereignisse bringen den Hausarzt der Wards, Doktor Marinus Bicknell Willet, ins Spiel, der den Gründen für Charles’ seltsame Veränderungen nachgeht. Ward tritt ihm gegenüber vernünftig auf und besteht darauf, dass es sich bei seinen Forschungen um wichtige und bahnbrechende Entwicklungen handelt. In den nächsten drei Jahren setzt er seine Experimente fort. Nachdem er volljährig geworden ist beginnt er eine Reise nach Europa, die ihn nach London, Paris, Prag und Rakus führt.
Der Leser wird immer tiefer in ein finsteres Geheimnis aus schwarzer Magie und Wiedergängertum hineingezogen. In den dunkeln Katakomben unter dem ehemaligen Farmhaus Curwens, in die seine Recherchen Dr. Willett schließlich führen, kulminiert die Erzählung in schreckenerregender Weise: Der Arzt entdeckt, dass Curwen von den Toten zurückgekehrt ist und Wards Platz eingenommen hat. Dank der Unterstützung geheimnisvoller Wesen kann Willett Curwen und dessen Mitverschwörer schließlich besiegen.
Der Handlungszeitraum wechselt während des Geschehens zwischen der Gegenwart (um 1920 im Buch) und dem achtzehnten Jahrhundert. Lovecraft lässt das Leben seiner erfundenen Figuren authentisch erscheinen, indem er immer wieder akribisch die angeblichen Quellen (Briefe, Tagebücher, Einträge in Kirchenbücher) beschreibt und im antiquierten Englisch des 17. bzw. 18. Jahrhunderts zitiert. Außerdem bindet er einige der historischen Persönlichkeiten im Neuengland jener Epoche in die Erzählung ein.

## Verfilmungen / Adaptionen
- 1963: Roger Corman, Die Folterkammer des Hexenjägers (The Haunted Palace), mit Vincent Price.
- 1991: Dan O’Bannon, The Resurrected – Die Saat des Bösen, mit  John Terry und Chris Sarandon.
- Howard P. Lovecraft: Der Fall Charles Dexter Ward. Ein Hörspiel. LauschRausch/CDHW Berlin 2008, ISBN 978-3-9805820-9-4.
- Howard P. Lovecraft: Der Fall Charles Dexter Ward. Aus der Reihe H. P. Lovecrafts Bibliothek des Schreckens. Hörbuch, erste vollständige Lesung, 5 CDs. Lübbe Audio/LPL Records.
- Der Fall Charles Dexter Ward. Folge 24+25 aus der Reihe Gruselkabinett Hörspiel, Titania Hörspiele.